# 589 Croatia
589 Croatia este un asteroid din centura principală, descoperit pe 3 martie 1906, de August Kopff.